# 湯浅氏 (源氏)
湯浅氏（ゆあさし）は、清和源氏足利氏一門である桃井氏の庶流と称した。

## 歴史
清和天皇を祖とする清和源氏の大族 河内源氏の嫡流 足利氏の一門 桃井氏の子孫に湯浅氏がある。
榛東村山子田の姓。
清和源氏の足利義兼の子桃井義胤が桃井氏の祖となり、義胤四世桃井尚義の孫の桃井義盛の弟、河内守桃井貞職が母方の湯浅姓を名乗ったという（『湯浅家系図』）。山子田御堀に中世の館跡があり、本家はこの一角に居を構え、今でも御掘の家といわれる。
代々名主で榛名山中腹のに仕え、吾妻山の吾妻神社を奉祀、祭祀も司る。一族からは、1868年（明治元年）、新七が山子田の戸長、1898年（明治31年）弥内が桃井村長、1973年（昭和48年）寿男が榛東村長をつとめた。